# Sollers (entreprise)
Pour les articles homonymes, voir Sollers (homonymie).
Sollers, anciennement connue sous le nom de Severstal Auto, est une société russe qui faisait partie du groupe Severstal. Elle-même est une holding contrôlant plusieurs autres entreprises liées à la construction automobile :
- Ulyanovsk Automobile Works (UAZ) est un des principaux constructeurs russe des véhicules tout-terrain (4x4), de minibus et de camions légers,
- Zavolzhye Motor Works (ZMZ) est le plus grand constructeur, en Russie, de moteurs diesel 4 et 8 cylindres pour les voitures tout-terrain, les camionnettes, les camions légers et les bus,
- ZMA détient une licence pour assembler des véhicules des constructeurs SsangYong et Fiat.

## Histoire
La société "Severstal Auto" a été créée en 2000 lorsque le géant russe de l'acier, Severstal a pris le contrôle du constructeur automobile UAZ de Oulianovsk et de l'usine de moteurs ZMZ de Zhavolzhe.
En décembre 2004, Severstal Auto a signé un accord de licence avec le constructeur sud-coréen SsangYong pour la production, en Russie, du SsangYong Rexton. L'année suivante, l'entreprise a signé un accord pour être l'importateur exclusif, en Russie, de l'ensemble de la gamme de véhicules de SsangYong.
En 2005, Severstal Auto a signé un accord avec le constructeur italien Fiat pour l'assemblage et la production des Fiat Palio, Fiat Albea et Fiat Doblò en Russie.
Afin de répondre aux besoins le montage en CKD des modèles Ssangyong et Fiat, le 5 juin 2005, Severstal Auto a pris le contrôle de ZMA, constructeur russe de petites voitures implanté à Naberezhnye Chelny. Aujourd'hui, il assemble divers modèles Ssangyong et Fiat. Une nouvelle coentreprise Severstal Auto-Fiat a débouché sur la construction d'une extension de l'usine d'Elabuga en 2008, où le LCV Fiat Ducato est produit, dans la version de seconde génération "ZFA 244".
Un accord a été conclu également, le 11 juillet 2006, avec le constructeur japonais Isuzu pour l'assemblage de petits utilitaires et la création d'un réseau commercial en Russie.
Au début de l'année 2007, le groupe Severstal a vendu sa filiale "Severstal Auto" à Vadim Shvetsov, alors PDG de Severstal Auto, qui a décidé de changer de nom pour devenir Sollers à partir du 1er juin 2008.
Le 11 février 2010, un accord est signé entre Sollers et le groupe italien Fiat pour créer une société commune pour la production de voitures en grande série « Sollers-Naberezhnye Chelny » sous forme de coentreprise. La capacité de fabrication devait être de 500.000 véhicules par an, c'est-à-dire que Fiat allait reproduire le projet de Lada des années 1960. Il était prévu l'implication du gouvernement russe à hauteur d'un prêt de 2,1 milliards d'euros. A peine un an plus tard, Sollers décide d'abandonner ce projet et signe un engagement avec le constructeur américain Ford pour créer une coentreprise pour fabriquer des modèles Ford dans une société commune Ford-Sollers,.
Avec une capacité de production installée de 350.000 véhicules Ford par an, les ventes ont été de 66.000 exemplaires en 2014 et de 39.000 en 2015.

## Modèles
Sollers JCS a fabriqué sous licence les modèles listés ci-dessous :

### Automobiles
- Fiat Albea, Fiat Linea, Fiat Doblò et Fiat Ducato, de 2005 à 2011.
- Bremach T-Rex.
- Ford Fiesta, Ford Focus, à partir de 2012.
- Limousine russe Aurus Senat en 2018[5].

### SUV - 4x4
- UAZ Hunter - UAZ Patriot, équipés de moteurs essence ZMZ-409.10 et diesel Iveco F1A.
- SsangYong Rexton / Kyron / Actyon.

### Véhicules utilitaires
- Fiat Doblò et Fiat Ducato, de 2005 à 2011.
- UAZ-3303 / UAZ-39094 / UAZ 3741 / UAZ 3962 / UAZ 39625 / UAZ 3909 / UAZ 2206, ancien véhicule des années 70, dans toutes ses variantes, cabine simple ou double, fourgon tôlé fermé ou bâché et minibus.
- Isuzu Série N.
- Ford Transit, à partir de 2012.

### Véhicules industriels
- Isuzu Séries C et E, camions 4x2 et 6x4.

### Matériel agricole
Sollers produit certains modèles et distribue toute la gamme CNH-Case New-Holland, la branche agricole du groupe Fiat Industrial.

### Engins de travaux publics
Sollers produit certains modèles et distribue toute la gamme CNH-Case New-Holland, la branche matériel de TP du groupe Fiat Industrial.